# Автошлях Т 1809
Автошля́х Т 1809 — автомобільний шлях територіального значення у Рівненській області. Пролягає територією Дубровицького та Володимирецького районів через Переброди — Дубровицю — Володимирець — Суховолю. Загальна довжина — 95,2 км.

## Маршрут
Автошлях проходить через такі населені пункти:
| Автошлях Т 1809       |        |
| Рівненська область    |        |
| Дубровицький район    |        |
| Переброди             |        |
| Жадень                | Т 1823 |
| Миляч                 |        |
| Лугове                |        |
| Біле                  |        |
| Заслуччя              |        |
| Колки                 |        |
| Порубка               | Т 1810 |
| Дубровиця             | Н25    |
| Нивецьк               |        |
| Осова                 |        |
| Володимирецький район |        |
| Каноничі              |        |
| Володимирець          |        |
| Довговоля             |        |
| Любахи                |        |
| Суховоля              | Т 1808 |